# Pontoniinae
Pontoniinae é uma subfamília de crustáceos decápodes da infraordem Caridea (camarões), uma das duas subfamílias em que se subdivide a família Palaemonidae, agrupando os membros daquela família que têm como habitat os recifes de coral.

## Descrição
A subfamília Pontoniinae agrupa cerca de 35 géneros e mais de 200 espécies, quase todas elas com distribuição natural nas águas quentes dos oceanos e mares tropicais e subtropicais e com habitat nos recifes de coral. A maioria são espécies comensais que vivem associadas a outros invertebrados, tais como esponjas, anémonas do mar, corais, moluscos marinhos, ouriços-do-mar e ascídeas. Algumas espécies são parasitas ou mesmo predadoras que capturam presas vivas de pequenas dimensões.
Os indivíduos adaptam em geral a sua forma e coloração corporal segundo o hospedeiro e o ambiente circundante. Muitos são capazes de mudar de coloração, como os membros do género Periclimenes que são translúcidos com apenas algumas manchas de cor sobre o corpo por viverem sobre os cnidários. Os indivíduos que vivem nas esponjas apresentam um corpo cilíndrico a fim de se deslocarem nos tubos existentes no interior da espécie hospedeira. Os que habitam os corais apresentam corpo aplanado como forma de poderem manter-se sobre a superfície coralina.

## Lista de géneros
A subfamília Pontoniinae inclui os seguintes géneros:
| - Allopontia Bruce, 1972 - Altopontonia Bruce, 1990 - Amphipontonia Bruce, 1991 - Anapontonia Bruce, 1966 - Anchiopontonia Bruce, 1992d - Anchistus Borradaile, 1898 - Anchistus Borradaile, 1898 - Ancylomenes Okuno & Bruce, 2010 - Anisomenaeus Bruce, 2010c - Apopontonia Bruce, 1976 - Araiopontonia Fujino and Miyake, 1970 - Ascidonia Fransen, 2002 - Balssia Kemp, 1922 - Blepharocaris Mitsuhashi & Chan, 2007 - Brucecaris Marin & Chan, 2006 - Bruceonia Fransen, 2002 - Cainonia Bruce, 2005 - Carinopontonia Bruce, 1988 - Chacella Bruce, 1986 - Climeniperaeus Bruce, 1995 - Colemonia Bruce, 2005 - Conchodytes Peters, 1852 - Coralliocaris Stimpson, 1860 - Coutierea Nobili, 1901 - Crinotonia Marin, 2006 - Ctenopontonia Bruce, 1979 - Cuapetes Clark, 1919 - Dactylonia Fransen, 2002 - Dasella Lebour, 1945 - Dasycaris Kemp, 1922 - Dasygius - Diapontonia Bruce, 1986 - Epipontonia Bruce, 1977 - Eupontonia Bruce, 1971 - Exoclimenella Bruce, 1995 - Exopontonia Bruce, 1988 - Fennera Holthuis, 1951 - Hamiger Borradaile, 1916 - Hamodactyloides Fujino, 1973 - Hamodactylus Holthuis, 1952 - Hamopontonia Bruce, 1970 - Harpiliopsis Borradaile, 1917 - Harpilius Dana, 1852a - Holthuisaeus Anker & De Grave, 2010 - Ischnopontonia Bruce, 1966 - Isopontonia Bruce, 1982 - Izucaris Okuno, 1999a - Jocaste Holthuis, 1952 - Laomenes Clark, 1919 - Leptomenaeus Bruce, 2007b - Lipkebe Chace, 1969 | - Lipkemenes Bruce & Okuno, 2010 - Manipontonia Bruce, Okuno & Li, 2005 - Margitonia Bruce, 2007c - Mesopontonia Bruce, 1967b - Metapotonia Bruce, 1967 - Miopotonia Bruce, 1985 - Neoanchistus Bruce, 1975 - Neoclimenes Mitsuhashi, Li & Chan, 2010 - Neopericlimenes Heard, Spotte & Bubucis, 1993 - Neopontonides Holthuis, 1951 - Nippontonia Bruce & Bauer, 1997 - Notopontonia Bruce, 1991 - Odontonia Fransen, 2002 - Onycocaridella Bruce, 1981 - Onycocaridites Bruce, 1987 - Onycocaris Nobili, 1904 - Onycomenes Bruce, 2009a - Orthopontonia Bruce, 1982 - Palaemonella Dana, 1852 - Paraclimenaeus Bruce, 1988 - Paraclimenes Bruce, 1995 - Paranchistus Holthuis, 1952 - Parapontonia Bruce, 1968 - Paratypton Balss, 1914 - Patonia Mitsuhashi & Chan, 2006 - Periclimenaeus Borradaile, 1915 - Periclimenella Bruce, 1995 - Periclimenes Costa, 1844 - Pericliminoides Bruce, 1990 - Philarius Holthuis, 1952 - Phycomenes Bruce, 2008e - Pinnotheronia Marin & Paulay, 2010 - Platycaris Holthuis, 1952 - Platypontonia Bruce, 1968 - Plesiomenaeus Bruce, 2009b - Plesiopontonia Bruce, 1985 - Pliopontonia Bruce, 1973 - Pontonia Latreille, 1829 - Pontonides Borradaile, 1917 - Pontoniopsides Bruce, 2005e - Pontoniopsis Borradaile, 1915 - Poripontonia Fransen, 2003 - Propontonia Bruce, 1969 - Pseudoclimenes Bruce, 2008c - Pseudocoutierea Holthuis, 1951b - Pseudopontonia Bruce, 1992d - Pseudopontonides Heard, 1986 - Pseudoveleronia Marin, 2008b - Rapipontonia Marin, 2007c - Rostronia Fransen, 2002 | - Sandimenes Li, 2009 - Sandyella Marin, 2009c - Stegopontonia Nobili, 1906 - Tectopontonia Bruce, 1973 - Thaumastocaris Kemp, 1922 - Tuleariocaris Hipeau-Jacquotte, 1965 - Typton O. G. Costa, 1844 - Typton O.G. Costa, 1844a - Typtonoides Bruce, 2010j - Typtonychus Bruce, 1996 - Unguicaris Marin & Chan, 2006 - Urocaris Stimpson, 1860a - Veleronia Holthuis, 1951 - Veleroniopsis Gore, 1981 - Vir Holthuis, 1952 - Waldola Holthuis, 1951 - Yemenicaris Bruce, 1997a - Zenopontonia Bruce, 1975 |

## Galeria

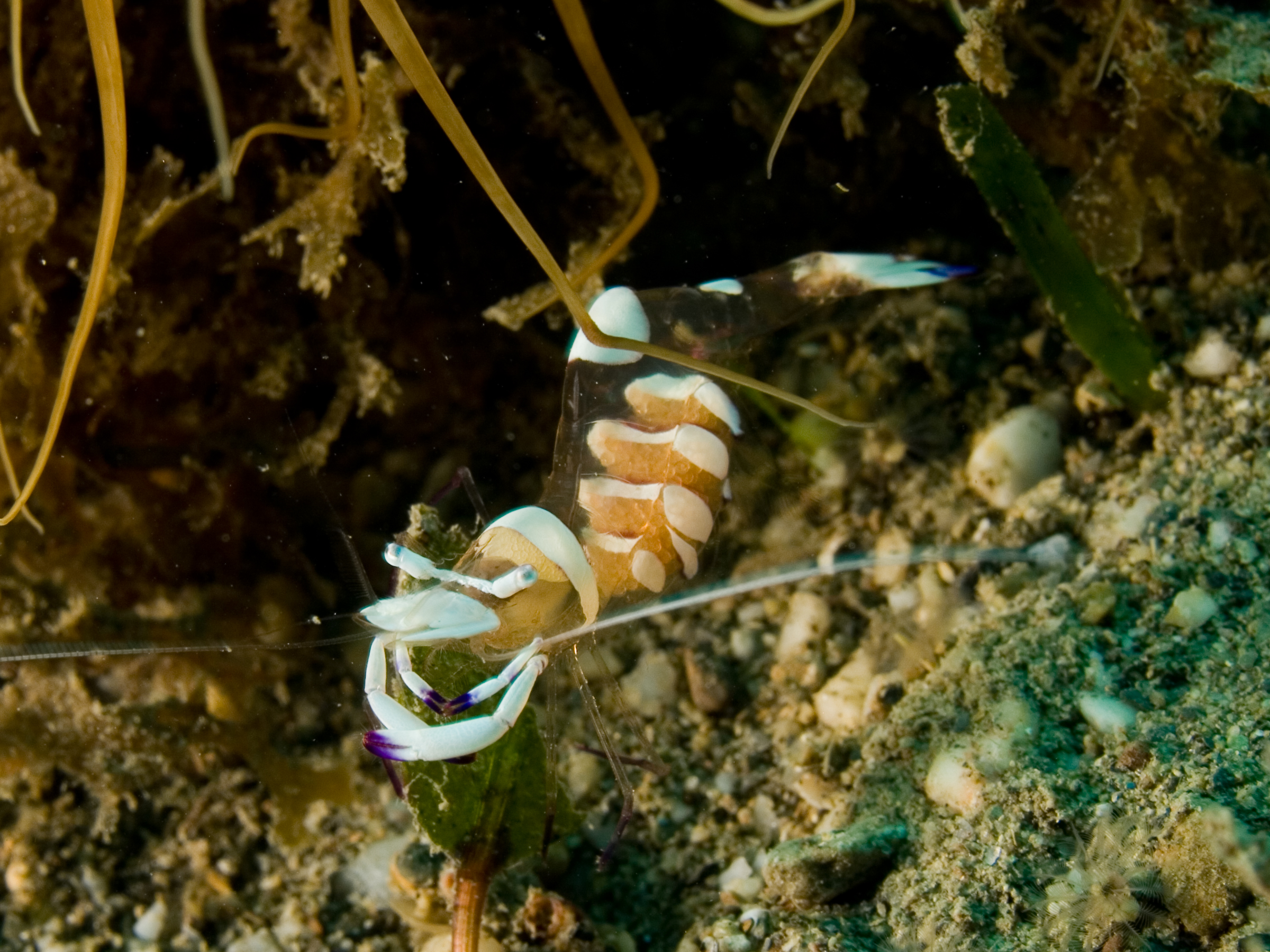
Ancylomenes magnificus
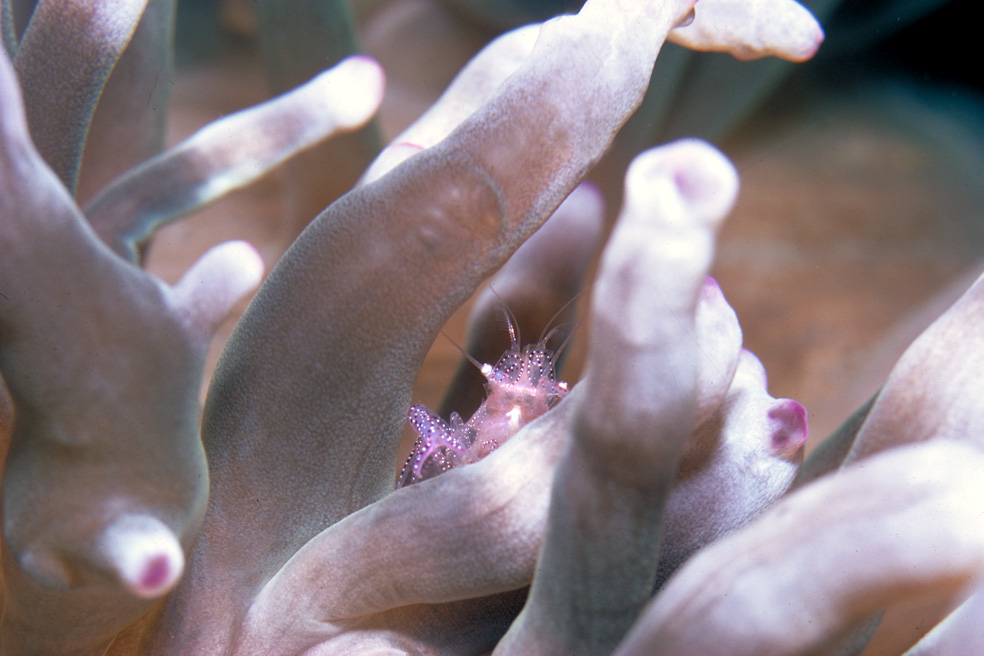
Cuapetes tenuipes
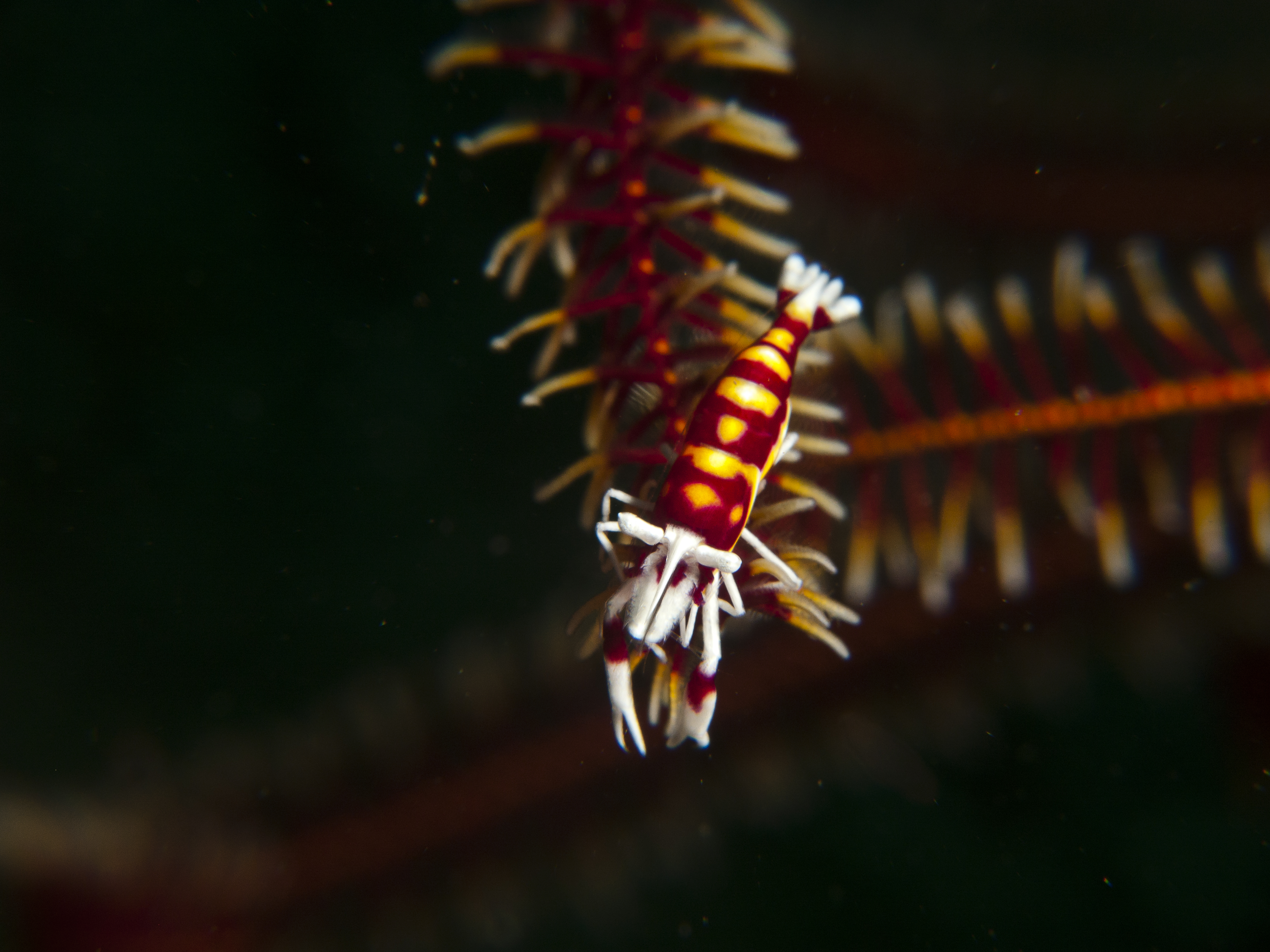
Laomenes cornutus sur un crinoïde.
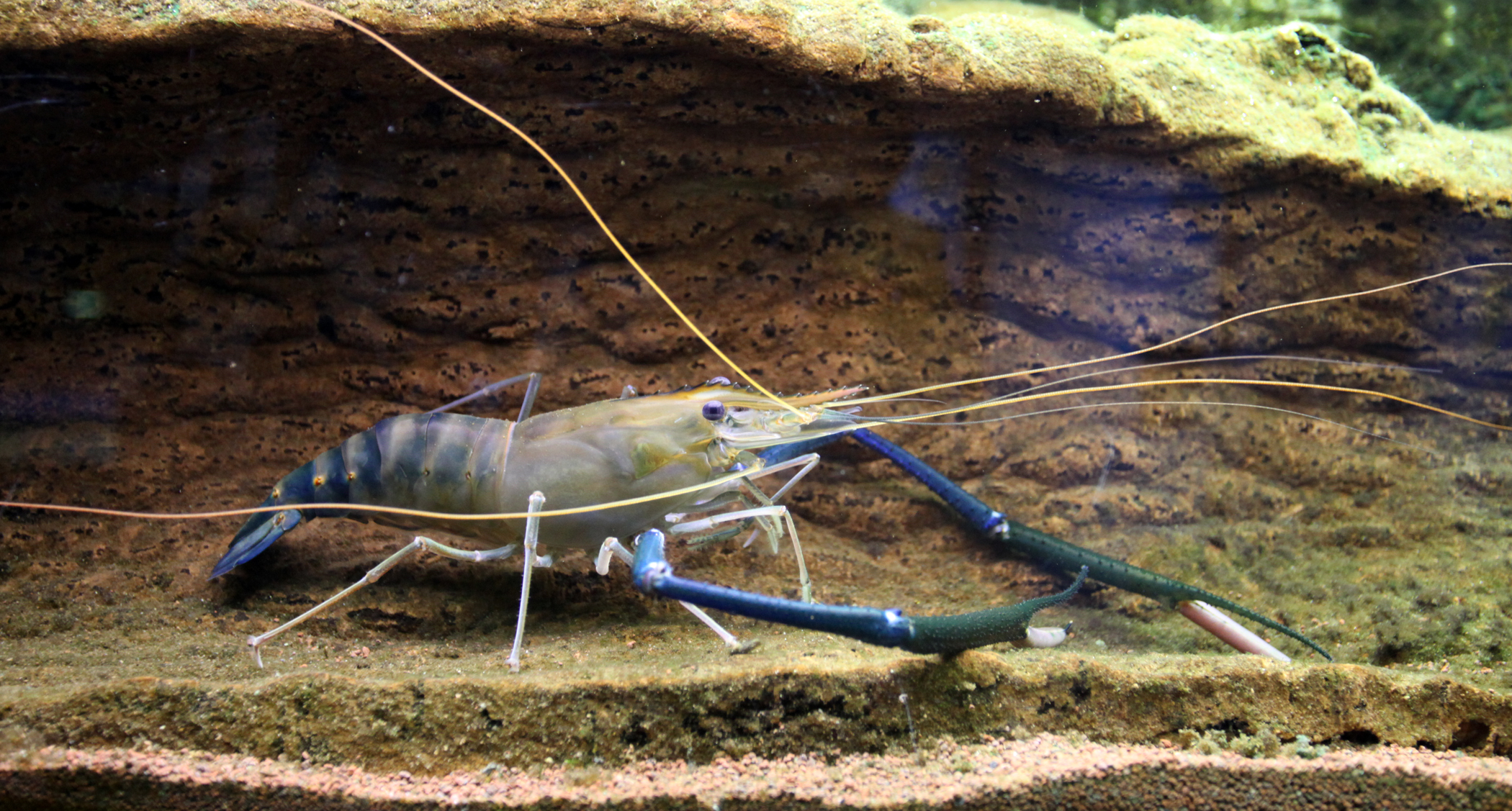
Macrobrachium rosenbergii
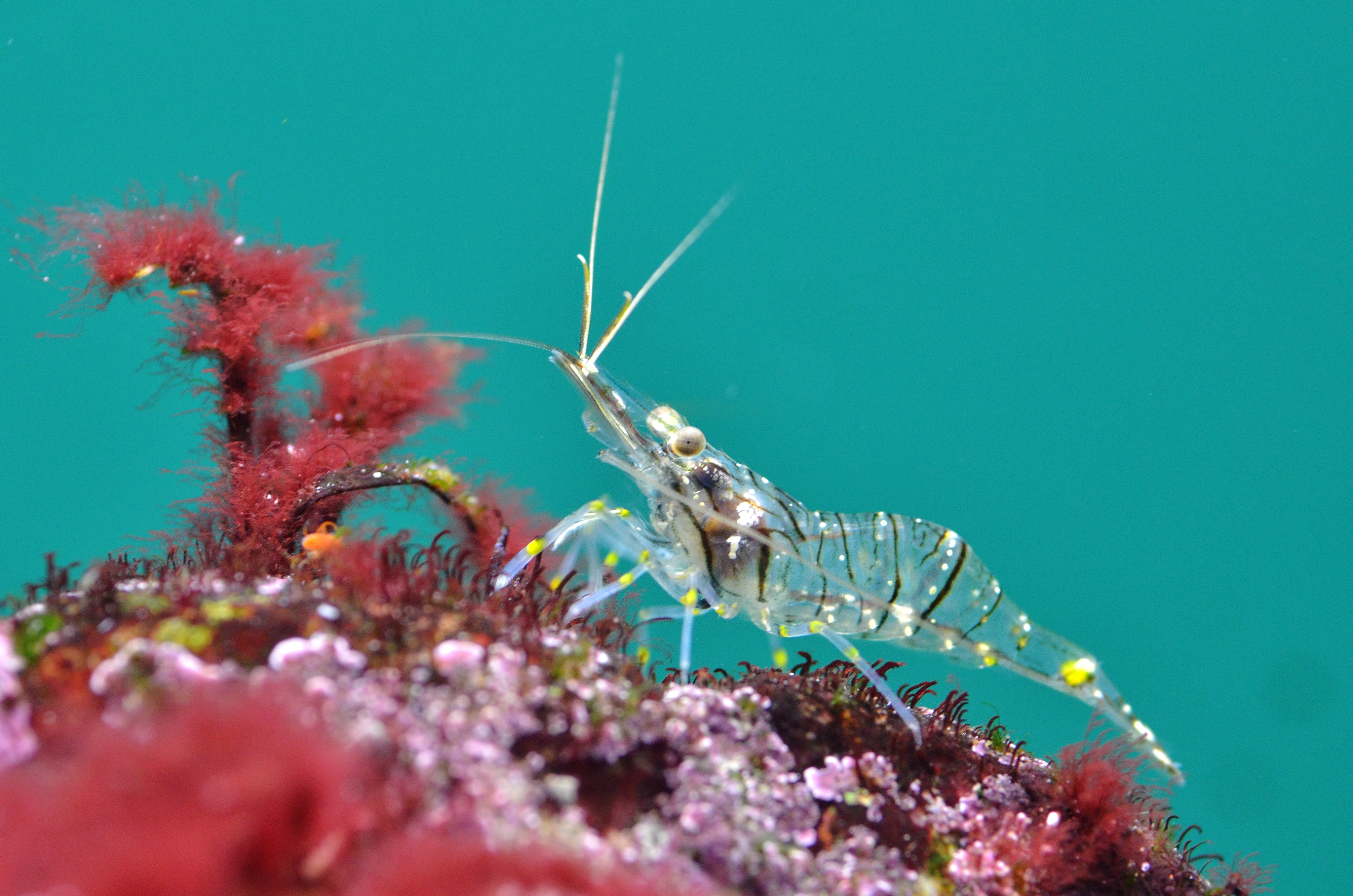
Palaemon serratus
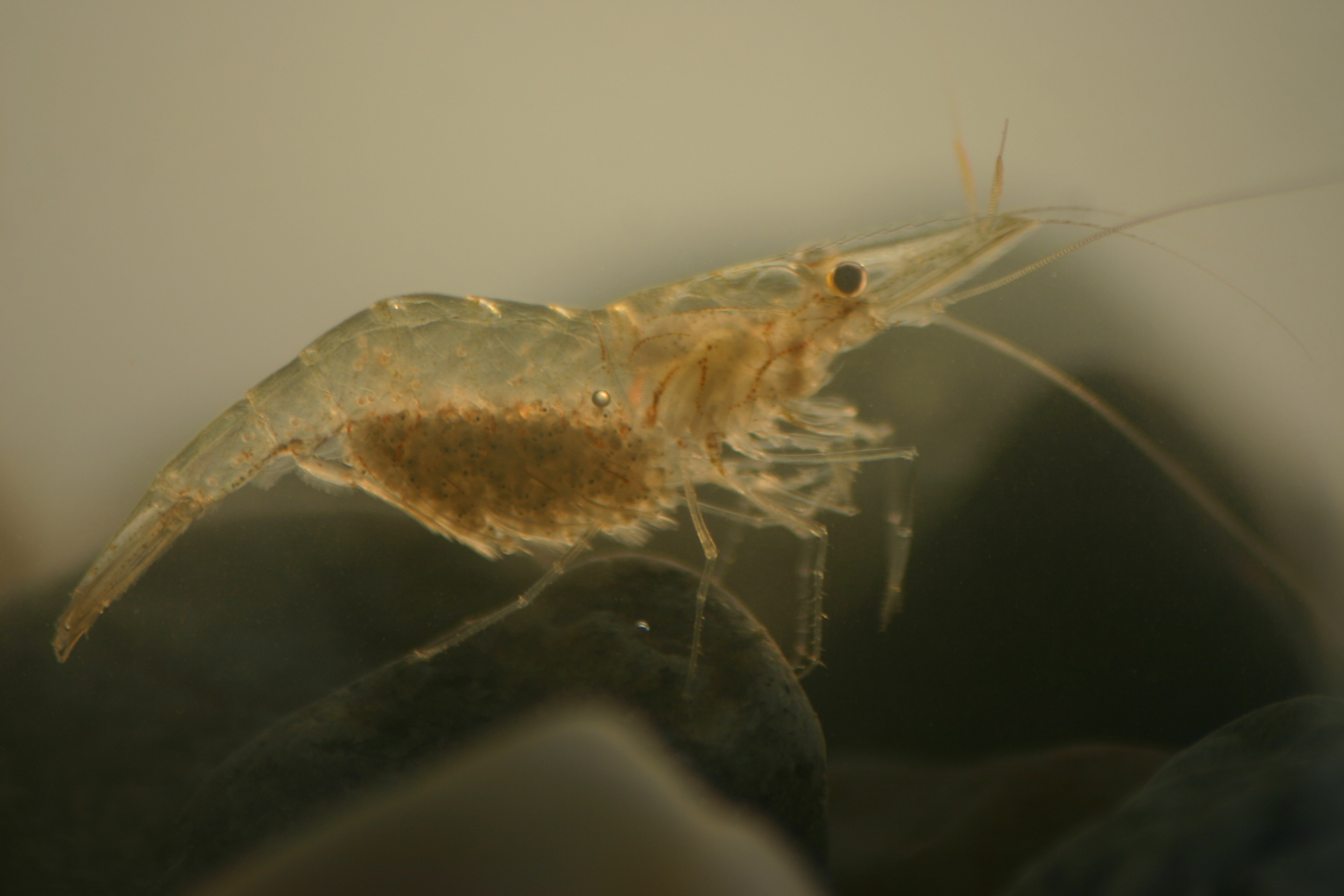
Palaemonetes pugio
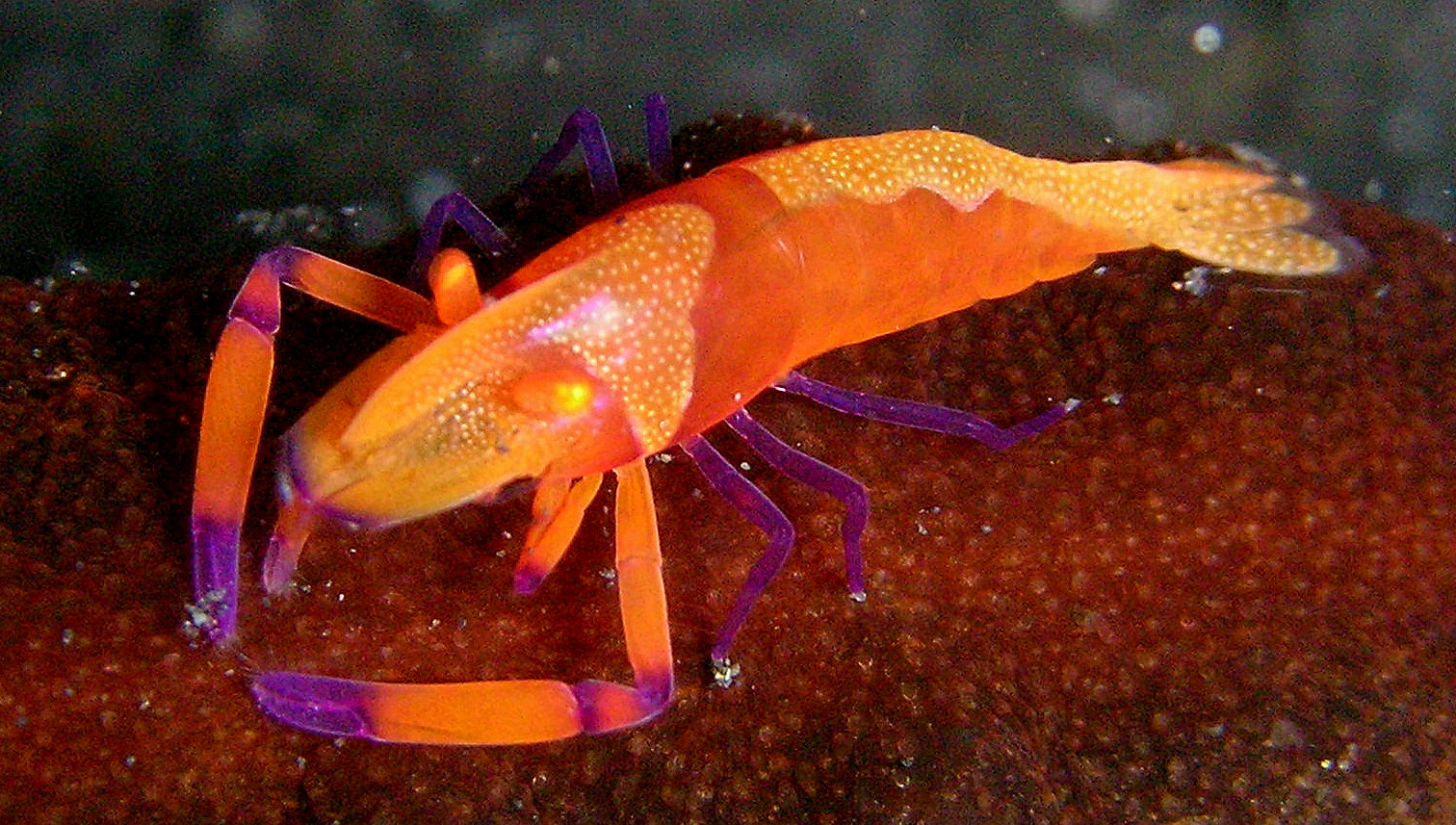
Periclimenes imperator
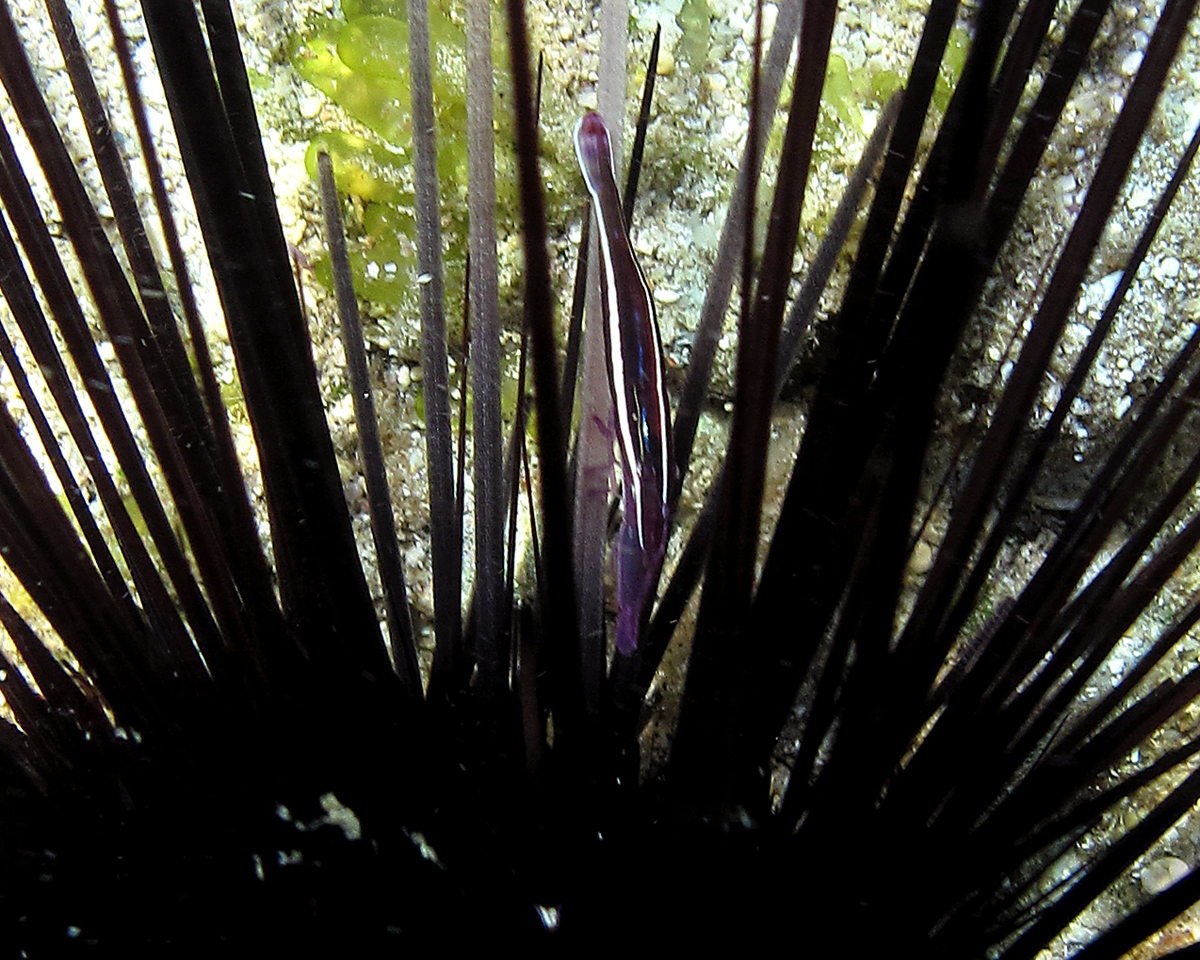
Stegopontonia commensalis
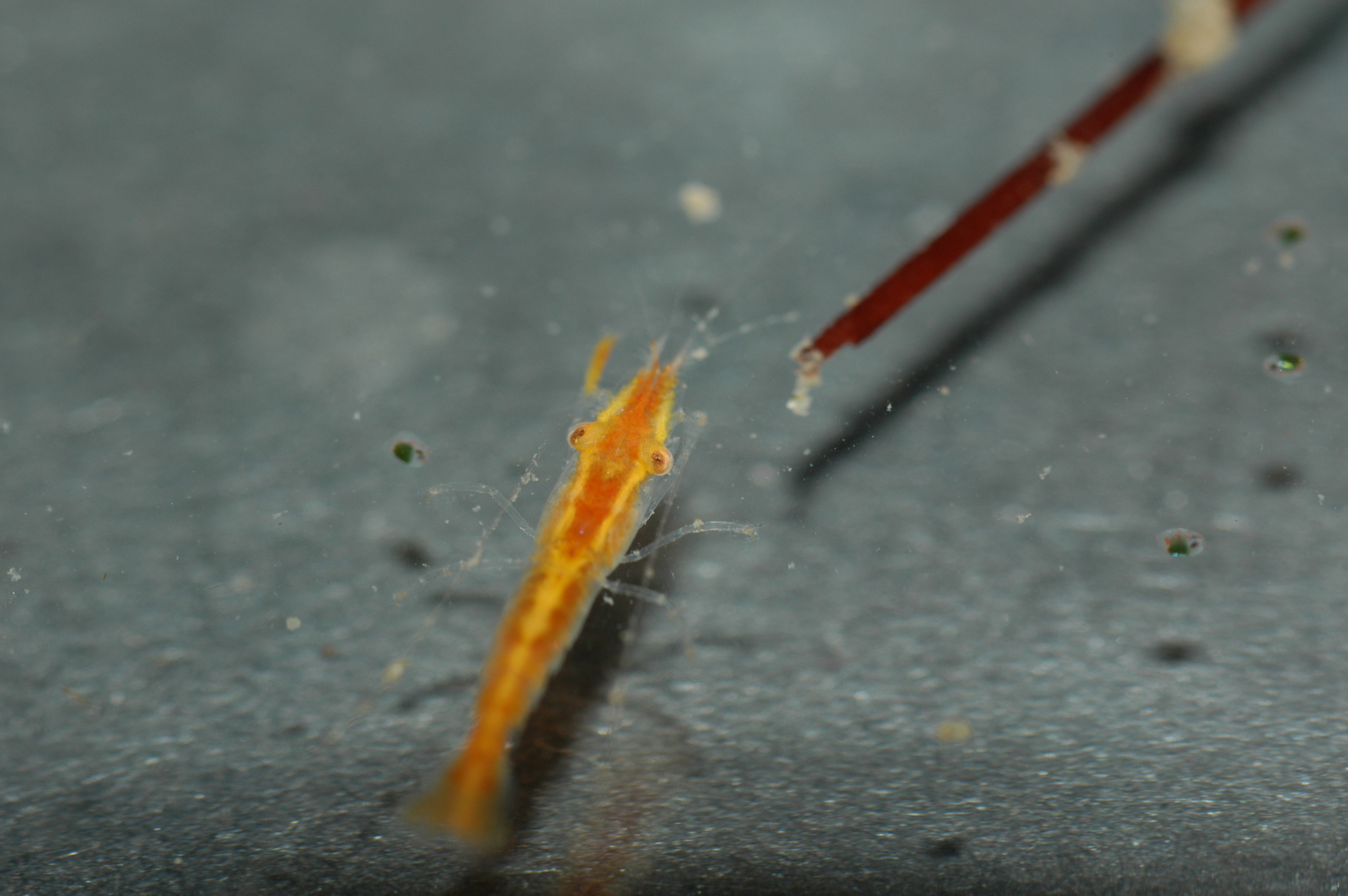
Tuleariocaris neglecta
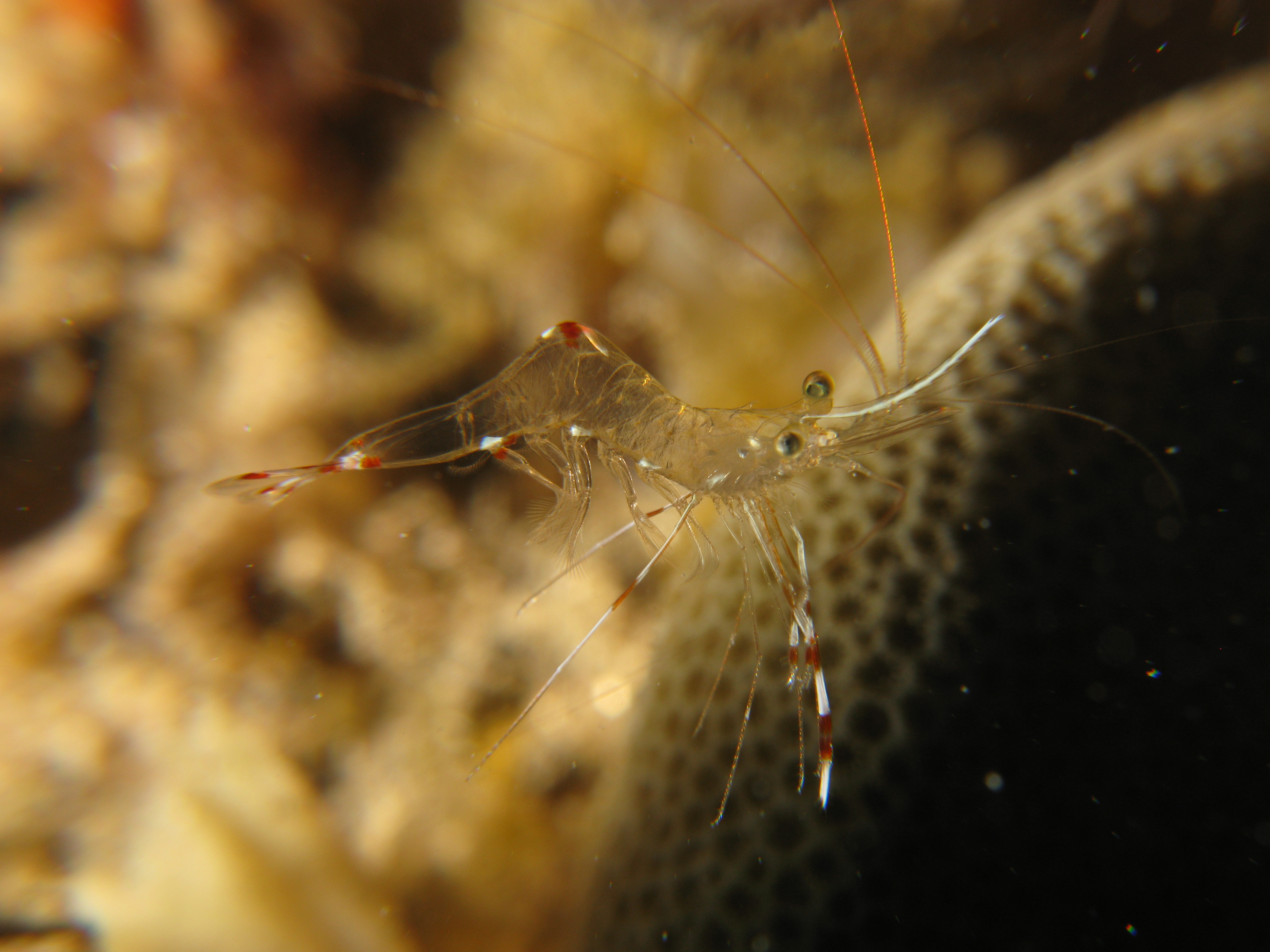
Urocaridella Antonbruunii
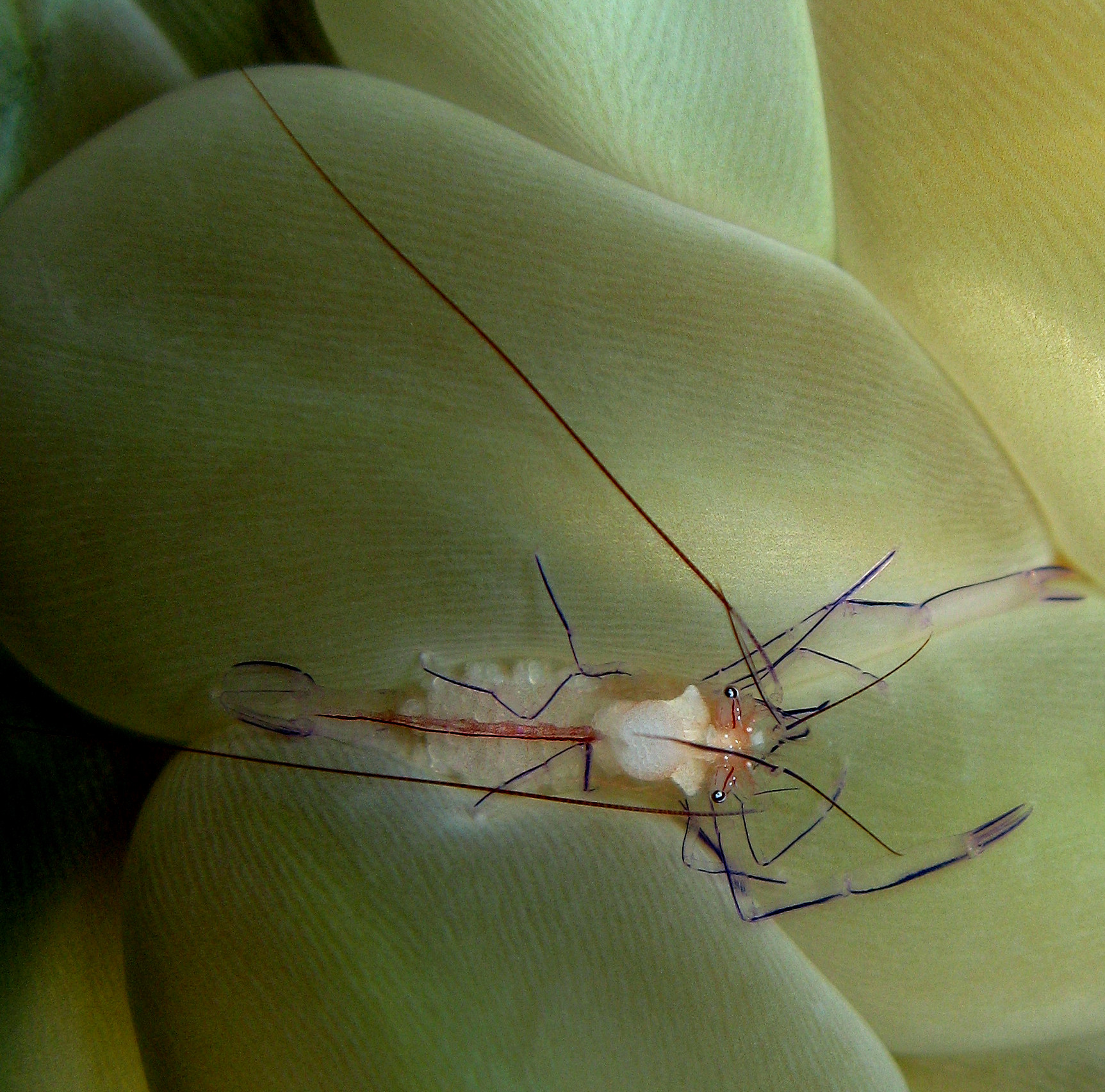
Vir philippinensis
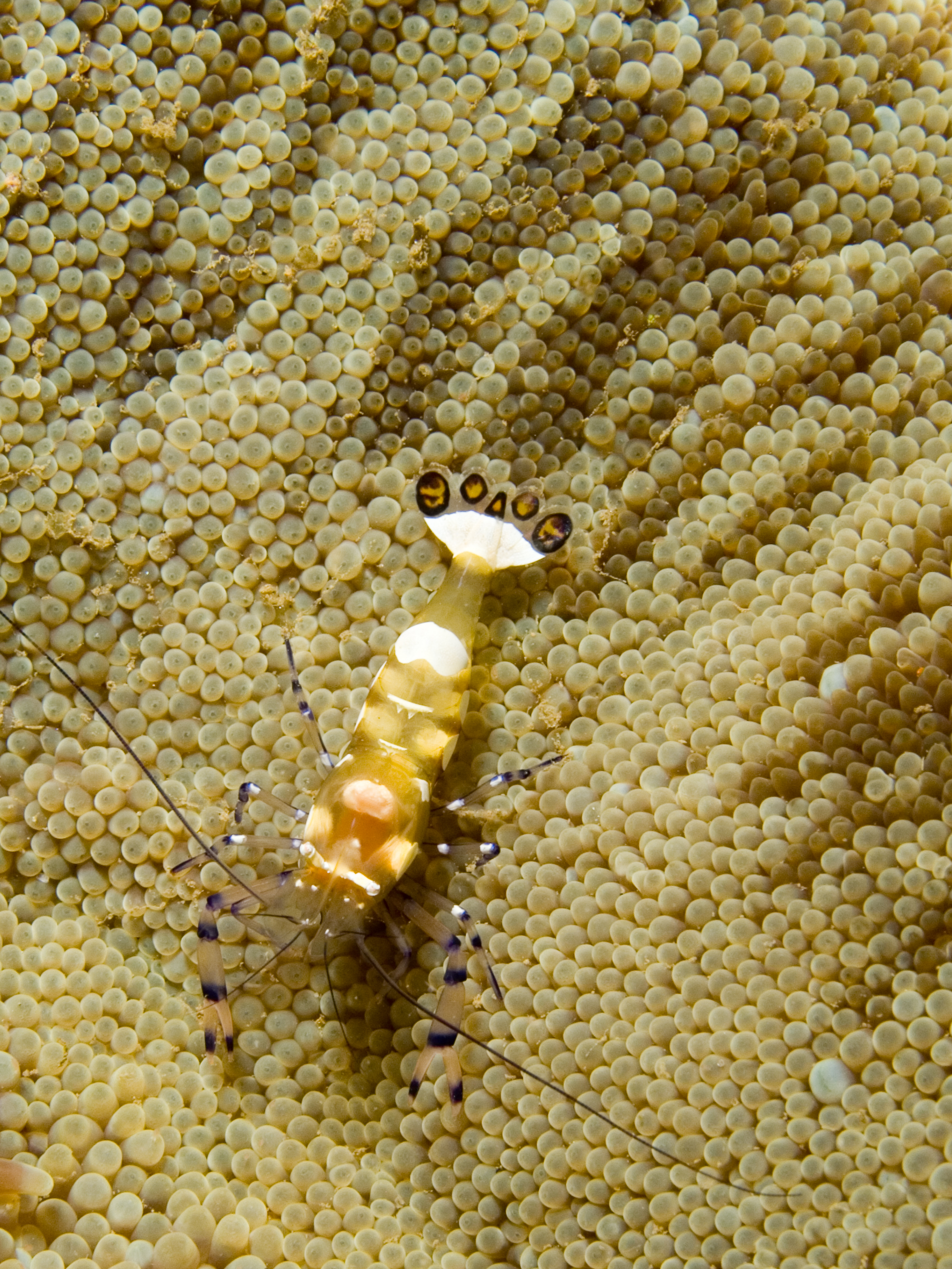
Periclimenes brevicarpalis
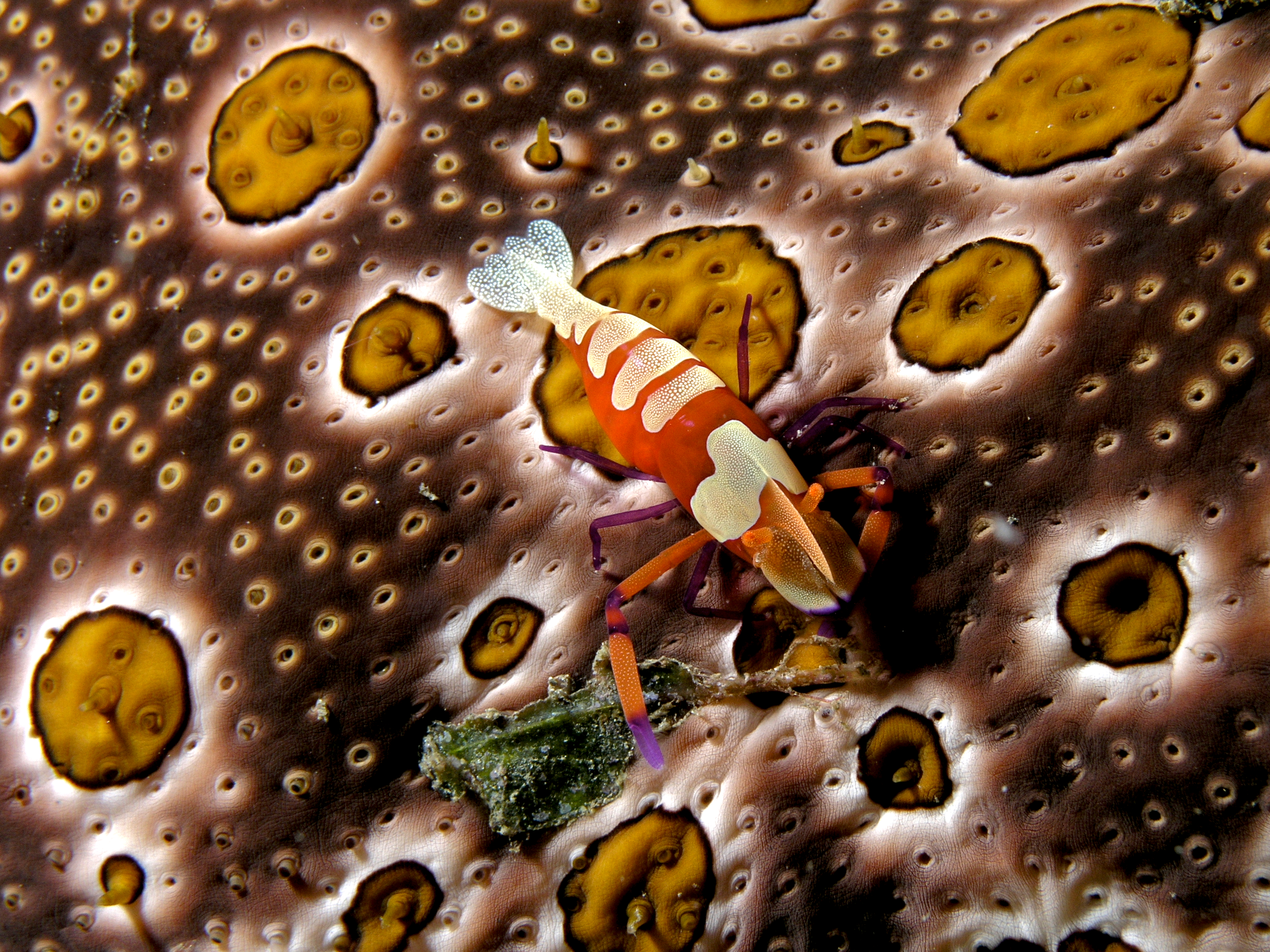
Periclimenes imperator
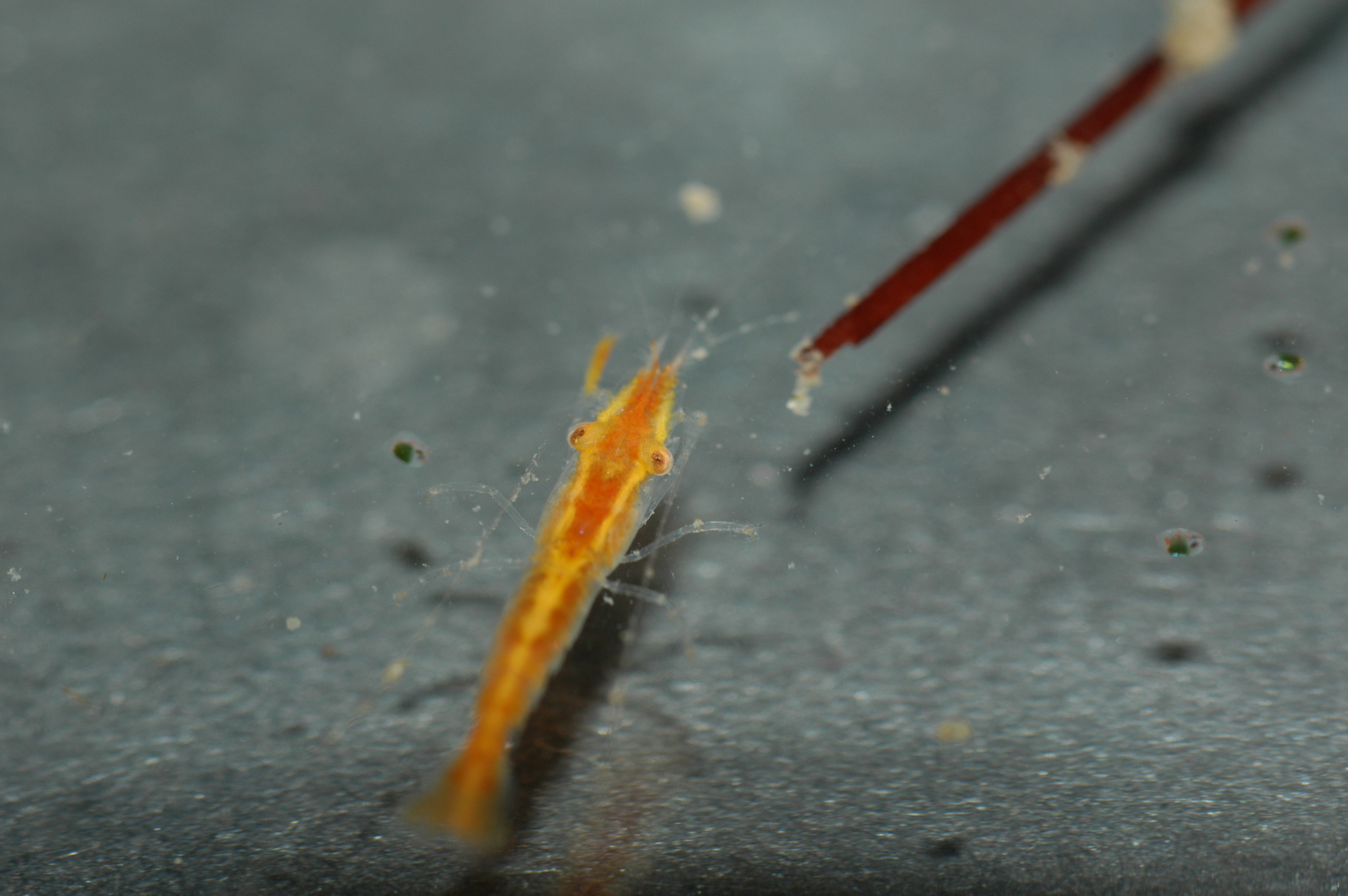
Tuleariocaris neglecta